# York (Schiff, 1930)
HMS York war ein Schwerer Kreuzer der britischen Marine, der zu Beginn der 1930er Jahre in Dienst gestellt wurde und im Zweiten Weltkrieg in Verlust geriet. Der nach der Stadt York benannte Kreuzer – das elfte Schiff in der Geschichte der britischen Marine, das diesen Namen trug – gehörte der gleichnamigen York-Klasse an und war zugleich das Typschiff dieser aus zwei Einheiten bestehenden Klasse. Die im Juni 1926 bewilligte York wurde am 16. Mai 1927 bei Palmers Shipbuilding and Iron Company im englischen Jarrow auf Kiel gelegt und lief am 17. Juli 1928 von Stapel. Die Indienststellung erfolgte schließlich am 6. Mai 1930. Erster Kommandant des Schiffes war Captain Wilfred N. Custance

## Technik und Modifikationen
Infolge des vergleichsweise frühen Kriegsverlustes erfuhr die York nur sehr wenige Modifikationen. Lediglich um 1940 kamen zwei 2,0-cm-Flak vom Typ Oerlikon an Bord, die (vermutlich) die 12,7-mm-Maschinengewehre ersetzten. Zudem wurde der Splitterschutz der 10,2-cm-Geschütze verbessert. Eine Radarausstattung befand sich nicht an Bord.

## Dienstzeit

### Vorkriegszeit

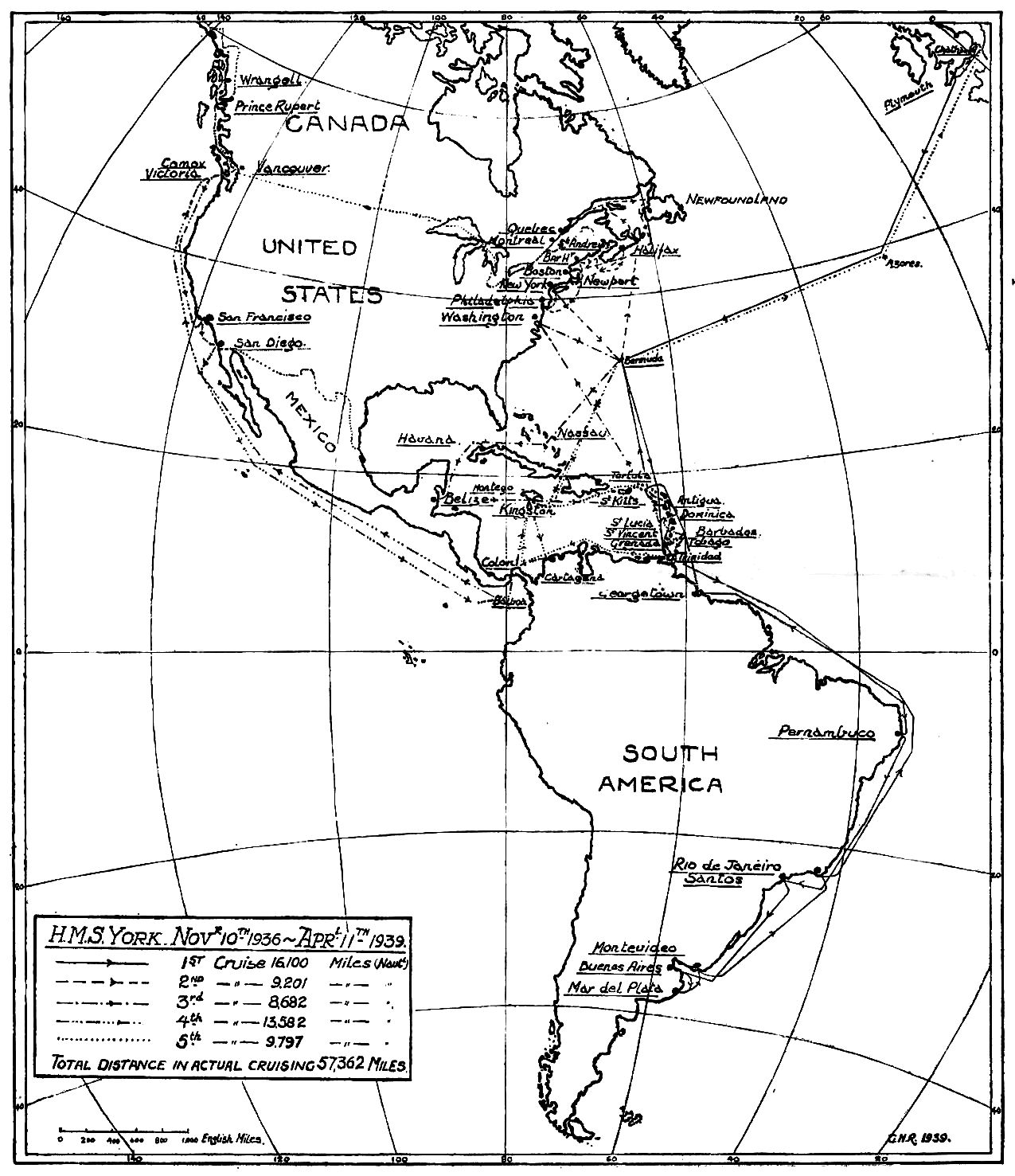
Karte der Kreuzfahrten der auf den Bermudas stationierten HMS York auf der America and West Indies Station der Royal Navy, 1936–1939

Nach der Indienstnahme und dem Abschluss der Probefahrten wurde die York zunächst dem 2. Kreuzer-Geschwader der Home Fleet zugeteilt und verblieb bis 1932 in heimischen Gewässern. Zwischen 1932 und 1934 beim 8. Kreuzer-Geschwader auf der America and West Indies Station der Royal Navy eingesetzt, verlegte die York im Kontext des Abessinien-Konfliktes im Spätsommer 1935 ins Mittelmeer und war als Teil der britischen Mittelmeerflotte zeitweilig in Alexandria stationiert. Zwischen Januar 1934 und Oktober 1936 wurde die York von Captain Henry P. Boxer befehligt. Im Herbst 1936 kehrte der Kreuzer wieder nach Westindien zurück. Dort verblieb das Schiff bis zum Ausbruch des Zweiten Weltkrieges im September 1939, wobei Ende Oktober 1936 mit Captain Harold E. Morse ein neuer Kommandant an Bord gekommen war. Während des Krieges beziehungsweise ab September 1939 und bis zum Verlust 1941 stand die York unter dem Kommando von Captain Reginald H. Portal.

### Einsatz im Zweiten Weltkrieg
Nach Kriegsausbruch absolvierte die York zunächst zwei Monate lang Konvoisicherungsdienste zwischen Halifax und Westindien (z. B. Geleitzug HX 5), ehe der Kreuzer Ende 1939 nach dem Vereinigten Königreich verlegte. Nachdem das Schiff zwischen Dezember 1939 und Februar 1940 in Liverpool einer Werftüberholung unterzogen worden war, operierte die York ab dem 1. März 1940 zwischen den Färöer-Inseln und Island gegen deutsche Blockadebrecher und nach Deutschland zurückkehrende Handelsschiffe. Inmitten eines starken Sturms sichtete und stoppte der Kreuzer dabei am 3. März 1940, etwa 50 Seemeilen südöstlich von Island, den aus Vigo kommenden deutschen Frachtdampfer Arucas (3.359 BRT). Um einer Aufbringung zu entgehen, versenkte die deutsche Besatzung ihr Schiff jedoch trotz des schlechten Wetters bei Annäherung des britischen Kreuzers selbst, obgleich wenig Aussicht auf eine Rettung bestand. Unter großen Schwierigkeiten, einige Rettungsboote des Frachters waren im Sturm gekentert, konnte die York insgesamt 42 von 52 Besatzungsangehörigen der Arucas bergen. Von diesen jedoch starben noch einmal drei an Bord des Kreuzers infolge von Hypothermie, so dass insgesamt 13 Todesopfer zu beklagen waren. Die insgesamt 39 Überlebenden wurden wenige Tage später in Kirkwall an Land gegeben.

#### Kämpfe um Norwegen 1940
Im April 1940 wurde die York in die Vorbereitungen für den geplanten alliierten Angriff auf Norwegen eingebunden und nahm deswegen am 7. April 1940 in Rosyth Truppen an Bord. Als bekannt wurde, dass die deutsche Wehrmacht den alliierten Invasionsabsichten nur um Stunden zuvorgekommen war (siehe Unternehmen Weserübung), wurden die Truppen wieder ausgeladen und die York lief am 8. April indessen mit drei weiteren britischen Kreuzern und in Begleitung von sechs Zerstörern aus Rosyth aus, um sich südwestlich von Bergen mit der dort bereits in See stehenden Home Fleet zu vereinen, was am folgenden Tag gelang.
Am 9. April 1940 erfolgten starke deutsche Luftangriffe auf die Home Fleet, wobei die York jedoch unbeschädigt blieb. Zwei Tage später entging der Kreuzer vor dem Vestfjord zudem nur knapp einem Torpedofächer des deutschen U-Bootes U 48. Die York hatte hierbei großes Glück, denn alle drei von dem U-Boot abgefeuerte Torpedos explodierten infolge technischer Defekte vorzeitig (siehe Torpedokrise). Im Anschluss nahm das Schiff, zusammen mit den beiden Leichten Kreuzern Birmingham und Manchester sowie drei Zerstörern, an der Verstärkung der in Åndalsnes gelandeten alliierten Kontingente teil (Operation Sickle) und half bei der Überführung von 3.000 Soldaten und 300 Tonnen Nachschub von Rosyth nach Åndalsnes zwischen dem 18. und dem 24. April 1940. Während des Abmarsches aus Åndalsnes am folgenden Tag wurde die York von dem vor dem Hafen stehenden deutschen U-Boot U 23 (oder U 25?) mit zwei Torpedos angegriffen. Erneut indessen versagten die Magnetzünder der Torpedos und der Kreuzer blieb unbeschädigt.
Anfang Mai 1940, nachdem sich die Lage der alliierten Truppen in Norwegen verschlechtert hatte, wurden die ersten angelandeten Verbände wieder abtransportiert. Hierbei evakuierte die York, gemeinsam mit drei französischen Hilfskreuzern und drei Zerstörern, in der Nacht des 2./3. Mai 1940 rund 5.400 alliierte Soldaten der sogenannten „Maurice Force“ aus Namsos (wobei der Kreuzer 1.170 Mann an Bord hatte). Im Anschluss operierte die York in den folgenden zwei Monaten in der nördlichen Nordsee gegen mögliche deutsche Flottenvorstöße. Ende August 1940 erfolgte schließlich die Detachierung des Schiffes ins Mittelmeer, da unter anderem am 10. Juni 1940 Italien auf deutscher Seite in den Krieg eingetreten war.

#### Einsatz im Mittelmeer 1940/41
Die York verlegte zwischen dem 28. August und dem 26. September 1940 via Freetown, Kapstadt und Aden (wobei der Kreuzer zeitweilig die Konvois AP-1 und AP-2 sicherte) nach Alexandria. Dort bildete die York ab Ende September 1940, gemeinsam mit den beiden britischen Leichten Kreuzern Gloucester und Liverpool sowie dem australischen Leichten Kreuzer Sydney, das 3. Kreuzer-Geschwader. Ende September erfolgte eine erste Versorgungsfahrt nach Malta. 

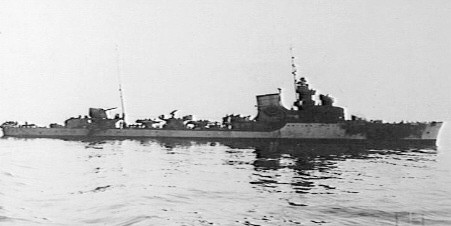
Der aufgegebene italienische Zerstörer Artigliere kurz vor der Versenkung (Aufnahme von Bord der York).

Mitte Oktober 1940 gelang der in die Malta-Nachschuboperation MB-6 eingebundenen York die Versenkung des italienischen Zerstörers Artigliere. Das italienische Schiff war durch Artillerietreffer während eines Nachtgefechtes vor Capo Passero am 11./12. Oktober beschädigt worden und war bewegungsunfähig liegengeblieben. Nach der Sichtmeldung eines Aufklärungsflugzeuges des Leichten Kreuzers Orion am Morgen des 13. Oktober nahm die York Kurs auf den Havaristen. Bei der Annäherung des Kreuzers kapitulierte die italienische Besatzung, und die Überlebenden (des Nachtgefechtes) wurden von dem britischen Schiff abgeborgen. Anschließend versenkte die York den Zerstörer durch einen Torpedoschuss.
Nachdem der Kreuzer im November 1940 eine weitere Versorgungsfahrt nach Malta unternommen hatte, wurde er am 11./12. November in den britischen Trägerraid gegen Tarent (Operation Judgement) eingebunden und fungierte als Sicherungsschiff der an dieser Operation beteiligten Flugzeugträger. Im Zusammenhang mit dem italienischen Angriff auf Griechenland Ende Oktober 1940 und der damit einhergehenden Unterstützung Griechenlands durch das Vereinigte Königreich, sicherte die York zwischen November 1940 und März 1941 mehrere Versorgungs- und Truppentransportkonvois von Alexandria nach Piräus (Operation Lustre). Hierbei wurde auch die griechisch-britische Garnison auf Kreta verstärkt. Zudem beteiligte sich die York, als Teil der sogenannten Force B, an der Beschießung des italienisch kontrollierten Hafens von Valona im Dezember 1940.

## Verbleib

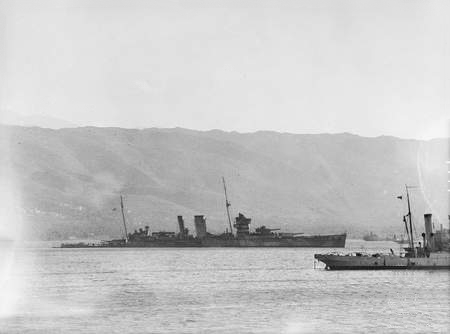
Die auf Grund gesetzte York in der Suda-Bucht auf Kreta (1941).

In der Nacht des 25./26. März 1941 lag die York, gemeinsam mit zwei weiteren Kreuzern, einem Zerstörer und drei Tankern sowie einigen Hilfsschiffen, in der Suda-Bucht auf Kreta. Die Schiffe waren zwar durch Netzsperren geschützt, doch wurden diese zeitweilig geöffnet, um dem zwecks Treibstoffversorgung kurz nach Mitternacht in die Bucht einlaufenden britischen Flakkreuzer Coventry die Einfahrt zu ermöglichen. Beinahe zur gleichen Zeit setzten die beiden zu Sprengbootträgern umgebauten italienischen Zerstörer Francesco Crispi und Quintino Sella etwa zehn Seemeilen vor der Bucht sechs Sprengboote des Typs M. T. der Decima Flottiglia MAS (unter dem Kommando von Luigi Faggioni) aus. Infolge der zeitweise geöffneten Netzsperren konnten diese Boote in der Dunkelheit unbemerkt in die Bucht vordringen und griffen die dort liegenden Schiffe in den frühen Morgenstunden an. Um 5.11 Uhr trafen zwei Sprengboote die York auf der Backbordseite. Die Explosionen führten zu starken Wassereinbrüchen, wobei beide Kesselräume und ein Turbinenraum voll Wasser liefen. Zwei Besatzungsangehörige kamen dabei ums Leben, fünf weitere erlitten Verletzungen. Da zudem das Bordstromnetz zusammenbrach und infolgedessen die Lenzpumpen nicht mehr funktionierten, wurde der allmählich über das Heck sinkende Kreuzer von dem Zerstörer Hasty in Richtung des Ufers geschleppt und dort auf Grund gesetzt.
In diesem Zustand verblieb die York in den nachfolgenden Wochen, wobei der Kreuzer zeitweilig als stationäre Flakbatterie diente. Am 21. April und am 18. Mai 1941 erlitt das Schiff bei Angriffen deutscher Ju 88-Bomber des Lehrgeschwaders 1 indessen weitere Beschädigungen durch Bombentreffer und Naheinschläge. Nachdem mit dem Beginn der deutschen Luftlandung auf Kreta am 20. Mai 1941 und der damit einhergehenden starken deutschen Luftüberlegenheit über der Insel ersichtlich geworden war, dass ein Abbergen des Kreuzers kaum mehr möglich war, erging am 22. Mai die Order, die York endgültig aufzugeben. Im Kontext der Aufgabe des Schiffes wurde der Kreuzer durch britische Sprengungen im Inneren der Geschütztürme nochmals stark beschädigt. Bis Kriegsende 1945 lag das halb gesunkene Schiff in der Suda-Bucht. Das teils ausgebrannte und zunehmend verrottende Wrack wurde schließlich erst Anfang 1952 abgeborgen, nach Bari geschleppt und dort ab dem 3. März 1952 verschrottet.